# Kreutzen (Starkenberg)
Kreutzen ist ein Ortsteil der Gemeinde Starkenberg im Landkreis Altenburger Land in Thüringen.

## Lage
Kreutzen befindet sich einen Kilometer südlich von Starkenberg und zehn Kilometer westlich der Kreisstadt Altenburg entfernt im Lösshügelland. Die Landesstraße 1361 führt in der Nähe vorbei. Die geographische Höhe des Ortes beträgt 210 m ü. NN. Kreutzen liegt nördlich des Gerstenbachs, einem Zufluss der Pleiße.

## Geschichte
In der Zeit von 1181 bis 1224 fand die urkundliche Ersterwähnung des Weilers statt. Hier befand sich der Stammsitz der Familie von Creutzen. Mit dem Verkauf der Güter Dietrichs von Creutzen an den Probst des Bergerklosters in Altenburg wurde der Ort im Jahr 1388 dem Kloster fronpflichtig. In der Klosterkirche hatte Dietrich von Kreutzen auch sein Erbbegräbnis. Die Mühle des Dorfes Kreutzen war der Kirche in Tegkwitz zinspflichtig.
Kreutzen gehörte in der späteren Zeit zum wettinischen Amt Altenburg, welches ab dem 16. Jahrhundert aufgrund mehrerer Teilungen im Lauf seines Bestehens unter der Hoheit folgender Ernestinischer Herzogtümer stand: Herzogtum Sachsen (1554 bis 1572), Herzogtum Sachsen-Weimar (1572 bis 1603), Herzogtum Sachsen-Altenburg (1603 bis 1672), Herzogtum Sachsen-Gotha-Altenburg (1672 bis 1826). Bereits im 19. Jahrhundert wird der Nachbarort Misselwitz zu Kreutzen gezählt. Bei der Neuordnung der Ernestinischen Herzogtümer im Jahr 1826 kam der Ort wiederum zum Herzogtum Sachsen-Altenburg.
Nach der Verwaltungsreform im Herzogtum gehörte Kreutzen bezüglich der Verwaltung zum Ostkreis (bis 1900) bzw. zum Landratsamt Altenburg (ab 1900). Das Dorf gehörte ab 1918 zum Freistaat Sachsen-Altenburg, der 1920 im Land Thüringen aufging. 1922 kam es zum Landkreis Altenburg.
Am 1. Juli 1950 wurde die Gemeinde Kreutzen mit Misselwitz nach Tegkwitz eingemeindet. Bei der zweiten Kreisreform in der DDR wurden 1952 die bestehenden Länder aufgelöst und die Landkreise neu zugeschnitten. Somit kam Kreutzen als Ortsteil von Tegwkitz mit dem Kreis Altenburg an den Bezirk Leipzig; jener gehörte seit 1990 als Landkreis Altenburg zu Thüringen und ging 1994 im Landkreis Altenburger Land auf. Mit der Eingliederung der Gemeinde Tegkwitz in die Gemeinde Starkenberg wurde Kreutzen am 1. Dezember 2008 ein Ortsteil der Gemeinde Starkenberg. 2012 bewohnten 16 Einwohner den Ort.